# Џереми Систо
Џереми Систо (енгл. Jeremy Sisto; Грас Вали, 6. октобар 1974) амерички је позоришни, филмски и ТВ глумац. Најпознатији је по улози детектива Сајруса Лупа у серији Ред и закон.